# 신재상
신재상(1961년 ~ )은 대한민국의 공기업인이다.

## 학력
- ~ 1979 용산고등학교 졸업
- ~ 1986 한양대학교 토목공학 학사 졸업
- ~ 2011 아주대학교 대학원 교통공학 석사 졸업

## 경력
- 1987 한국도로공사 입사
- 2005 한국도로공사 설계기준팀 팀장
- 2007.01 한국도로공사 고령지사 지사장
- 2007.12 한국도로공사 남부건설사업단 단장
- 2008.12 한국도로공사 건설계획팀 팀장
- 2011 한국도로공사 시설처 처장
- 2011.11 제33대 한국도로공사 경북지역본부 본부장
- 2014.01 한국도로공사 건설처 처장
- 2014.10 ~ 2017.03 한국도로공사 도로교통본부장
- 2015.12 ~ 2018.01 한국도로공사 건설본부장
- 2017.03 ~ 2018.01 한국도로공사 부사장
- 2017.07 ~ 2017.11 한국도로공사 사장 직무대행

## 수상
- 2003 국무총리표창